# 冯桂芬祠
冯桂芬祠，位于江苏省苏州市姑苏区史家巷20号。建于清代，为苏州市文物保护单位。

## 历史
冯桂芬（1809年 - 1874年），字林一，吴县人，清代思想家、作家。道光二十年（1840年）庚子科榜眼，任翰林院编修、庶吉士，广西、浙江乡试考官。太平天国运动早期，冯奉诏在苏州举兵，一度收复苏州、松江城。后随李鸿章为幕僚。冯桂芬博学各科，主张西学东渐，提出大量治国理政之方，对清末洋务运动也有很大影响。冯亦擅长撰文，以论为重，不拘型体，编有《校邠庐抗议》、《显志堂集》等。
冯桂芬去世后，李鸿章上表为其建祠享祭，是为冯中允公祠，1875年建成，三路两进，享堂内有左宗棠书冯桂芬家传碑一块。冯桂芬祠在1951年后改为小学，小学迁出后被用作工厂。
1998年11月24日，苏州市人民政府公布，其入选第四批苏州市文物保护单位。